# Wriezen
Wriezen [ˈvʀiːʦn̩] (im 19. Jahrhundert Wrietzen) ist eine Stadt im Landkreis Märkisch-Oderland im Land Brandenburg.

## Geografie
Die Stadt liegt am westlichen Rand des Oderbruchs an der Alten Oder im brandenburgischen Landkreis Märkisch-Oderland. Das Stadtgebiet umfasst sowohl Teile des tief gelegenen flachen Oderbruchs als auch der hügeligen Hochfläche des Oberbarnim. Zwischen und auf den in das Oderbruch abfallenden Hängen befinden sich die Wriezener Terrassen und der artenreiche Wriezener Trockenrasensaum, dessen Bedeutung für den Naturschutz in letzter Zeit zunehmende Beachtung findet. Das Stadtzentrum, vor der Trockenlegung direkt am Oderstrom gelegen, liegt heute 11 km Luftlinie von der Oder und damit von der deutsch-polnischen Grenze entfernt. Trotz dieser Entfernung war Wriezen immer wieder von Hochwasserkatastrophen der Oder betroffen.
Nachbargemeinden sind im Norden Bad Freienwalde (Oder) und Oderaue, im Osten Neulewin und Neutrebbin sowie im Süden Bliesdorf und Reichenow-Möglin. Westlich grenzen Prötzel, Höhenland und Falkenberg an das Wriezener Stadtgebiet.

## Stadtgliederung
Die Stadt gliedert sich nach ihrer Hauptsatzung in die folgenden Orts- und Gemeindeteile:
| Ansicht          | Wappen                                                                         | Bild                   | Bild                  | Bild                                     | Bild         | Bild               | Bild                              | Bild                        | Bild                     |
| ---------------- | ------------------------------------------------------------------------------ | ---------------------- | --------------------- | ---------------------------------------- | ------------ | ------------------ | --------------------------------- | --------------------------- | ------------------------ |
| Ortsteile        | Wriezen (Kernstadt)                                                            | Altwriezen/Beauregard  | Biesdorf              | Eichwerder                               | Frankenfelde | Haselberg          | Lüdersdorf                        | Rathsdorf                   | Schulzendorf             |
| Gemeindeteile    |                                                                                | Altwriezen, Beauregard | Biesdorf, Franzenshof | Eichwerder, Jäckelsbruch, Thöringswerder |              | Haselberg, Rädikow | Landhof, Lüdersdorf, Mariannenhof | Altgaul, Neugaul, Rathsdorf | Marienberg, Schulzendorf |
| Wohnplätze       | Altkietz, Altwriezener Loose, Frankfurter Vorstadt, Homburgshöhe, Kleine Mühle |                        | Biesdorfer Siedlung   |                                          |              |                    |                                   |                             |                          |
| Einwohner (1910) | [0]7.547                                                                       | 696                    | 226                   | 499                                      | 215          | 207                | 296                               | 471                         | 310                      |
| Einwohner (1939) | 7.746                                                                          | 613                    | [0]–                  | 383                                      | 260          | 226                | [00]488                           | 431                         | 431                      |
| Einwohner (1971) | 6.286                                                                          | 526                    | 155                   | 478                                      | 252          | 298                | 398                               | 380                         | 404                      |
| Einwohner (1996) | 6.484                                                                          | 332                    | [00]–                 | 394                                      | 173          | 249                | [00]363                           | 300                         | 363                      |
| Einwohner (2016) | 5.415                                                                          | 278                    | 139                   | 287                                      | 160          | 261                | 219                               | 265                         | 331                      |
| Einwohner (2019) | 5182                                                                           | 294                    | 158                   | 293                                      | 168          | 263                | 301                               | 262                         | 333                      |

## Geschichte

### Bis zum 19. Jahrhundert
An der Oder und der Straße nach Stettin gelegen, entstand im 12. Jahrhundert eine mittelalterliche Kaufmannssiedlung. Wriezen wurde 1247 erstmals als „oppidum wrecene“ urkundlich erwähnt. Es wird angenommen, dass der Name von der damaligen Siedlung in Altwriezen auf die neu gegründete Stadt übertragen wurde. Dabei kann davon ausgegangen werden, dass wrecene sich auf die Lage am Fluss bezieht. In den meisten slawischen Sprachen bedeutet „we“ „an“ und „recen“, „reka“ Fluss (Niedersorbisch „rěka“ (auch „rěcka“), Polnisch „rzeka“, Tschechisch řeka). So lag Wriezen damals noch direkt an einem großen Fluss: an der Oder.
Die ursprüngliche Gründung der Stadt ist nicht beurkundet. Bekannt ist aber, dass Kaiser Ludwig der Bayer, dessen Sohn Ludwig V. (Bayern) von 1323 bis 1351 Markgraf von Brandenburg war, Wriezen 1337 das Stadtrecht verlieh. Im 14. Jahrhundert entwickelte sich die Stadt zum Handelszentrum des Oderbruchs und östlichen Barnims. Großen Anteil daran hatte die Fischerei. Die Stadt besaß einen der wichtigsten Fischmärkte der Mark nicht zuletzt, da die Fischer zwischen Oderberg und Küstrin ihren Fisch in Wriezen anbieten mussten. Im Jahr 1438 wurden im Rathaus ein „Oberstes Gericht“ und zum ersten Mal ein Gefängnis nebst Folterkammer eingerichtet. Seit dem 16. Jahrhundert spielten auch Weinbau und Brauerei eine große Rolle in der Stadt.
Auf eine wirtschaftliche Blütezeit folgte der Dreißigjährige Krieg, der auch in Wriezen große Verheerungen mit sich brachte. Zwischen 1627 und 1641 wurde die Stadt fast jährlich von Söldnern geplündert. Dabei wechselten Kaiserliche als auch die Schweden einander ab. 1631 war der schwedische König Gustav II. Adolf in Wriezen. Nach dem Krieg blieben von den rund 1200 Einwohnern weniger als 800 übrig. Außerdem wüteten in den Jahren 1603, 1639 und 1664 schwere Stadtbrände, sodass nach dem letztgenannten nur 14 Häuser erhalten waren. 1736 folgte eine besonders schwere Überschwemmung.
Nach der durch den Großen Kurfürsten veranlassten v. a. wirtschaftlichen Öffnung des Kurfürstentums Brandenburg im Jahre 1671, ließ sich bereits 1677 ein erster sogenannter Schutzjude, Moses Levin, in Wriezen nieder. Die Juden des Ortes legten 1730 einen eigenen Begräbnisplatz am heutigen Siedlungsweg an, der in der NS-Zeit nicht zerstört wurde und bis heute gepflegt wird. SA-Männer brannten jedoch in den Novemberpogromen von 1938 die zwischen 1884 und 1886 in der Gartenstraße 48 errichtete Synagoge nieder, die als eine der prächtigsten in Brandenburg galt. Ein kleiner Vorgängerbau war ein 1820 in der Mauerstraße eingeweihtes Gotteshaus. Von den 127 im Jahr 1933 als jüdisch genannten Einwohnern blieb der Stadt nach Flucht, Vertreibung und Ermordung niemand erhalten.
Auf Veranlassung Friedrichs II. wurden zwischen 1747 und 1762 der Verlauf der Oder und die Landschaft des Oderbruches völlig verändert und gleichzeitig die gewonnenen Flächen im Oderbruch urbar gemacht. Dadurch kam es in Wriezen zu großen Veränderungen der Wirtschaftsstruktur. Die Bedeutung von Fischfang (Hechtreißerei) und Schifffahrt ging stark zurück. Landwirtschaft, die Verarbeitung landwirtschaftlicher Produkte (Mühlen), Handwerk und Handel nahmen, gerade auch wegen des Bevölkerungszuwachses in der Region infolge der planmäßigen Aufsiedlung des Oderbruches, an Bedeutung zu. Mit der Einrichtung der Haken- und Schnallenfabrik 1773 und weiterer Manufakturen hatte Wriezen außerdem Anteil an der frühen Industrialisierung.
Albrecht Daniel Thaer eröffnete 1806 bei Wriezen seine landwirtschaftliche Lehranstalt. Die 1855 gegründete Freiwillige Feuerwehr des Ortes ist heute die älteste im Land Brandenburg. Vom 1861 eingerichteten Schifffahrtsverkehr konnte die Stadt wirtschaftlich enorm profitieren. Wriezen erhielt 1866 Eisenbahnanschluss über die Zweigbahn Eberswalde–Wriezen. Die Wriezener Bahn ging 1898 in Betrieb und verband die Stadt direkt mit Berlin und dem dortigen Wriezener Bahnhof. Bis weit in das 20. Jahrhundert hinein wurde die nahe Hauptstadt Berlin von Wriezen aus mit Gemüse und Fisch versorgt.
Seit 1849 bestanden in Preußen Kreisgerichte. Das Kreisgericht Wriezen war dem Kammergericht nachgeordnet. Im Rahmen der Reichsjustizgesetze wurden diese Gerichte 1879 aufgehoben. Von 1879 bis 1952 diente das Amtsgericht Wriezen als Eingangsgericht.

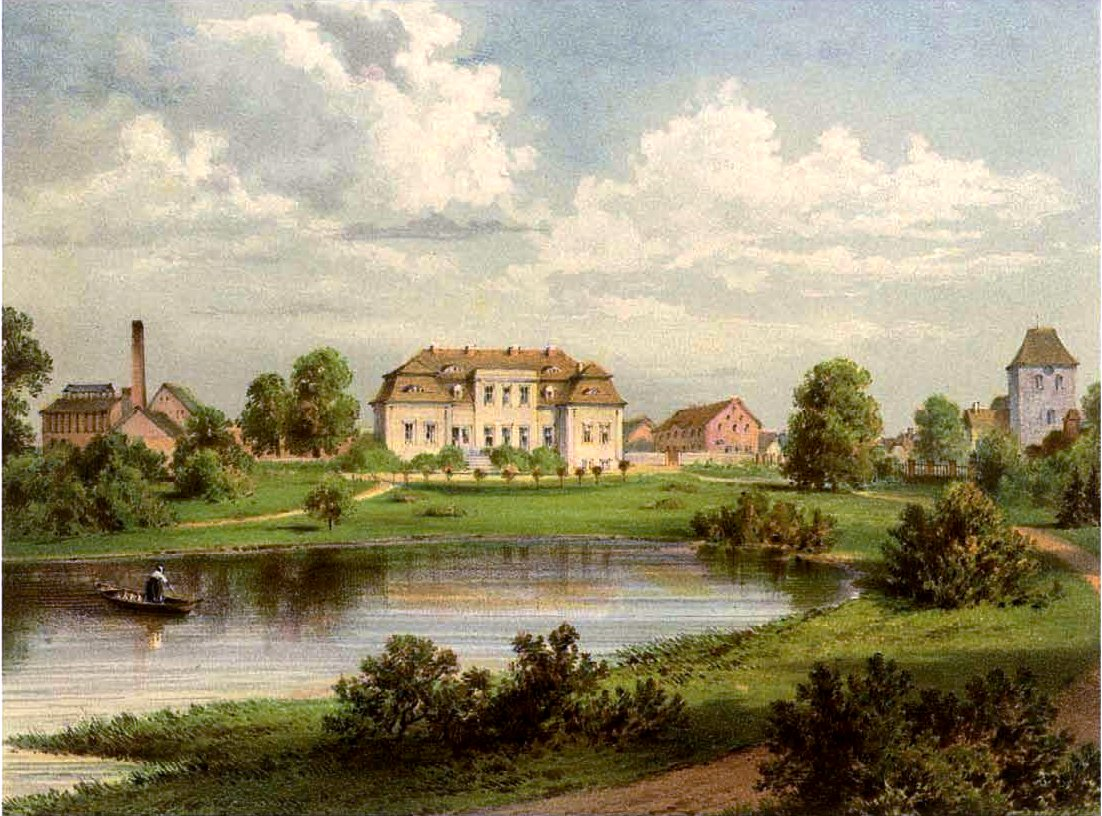
Rittergut Schulzendorf, bis 1837 im Besitz der Pfuels (aus der Sammlung Alexander Duncker)
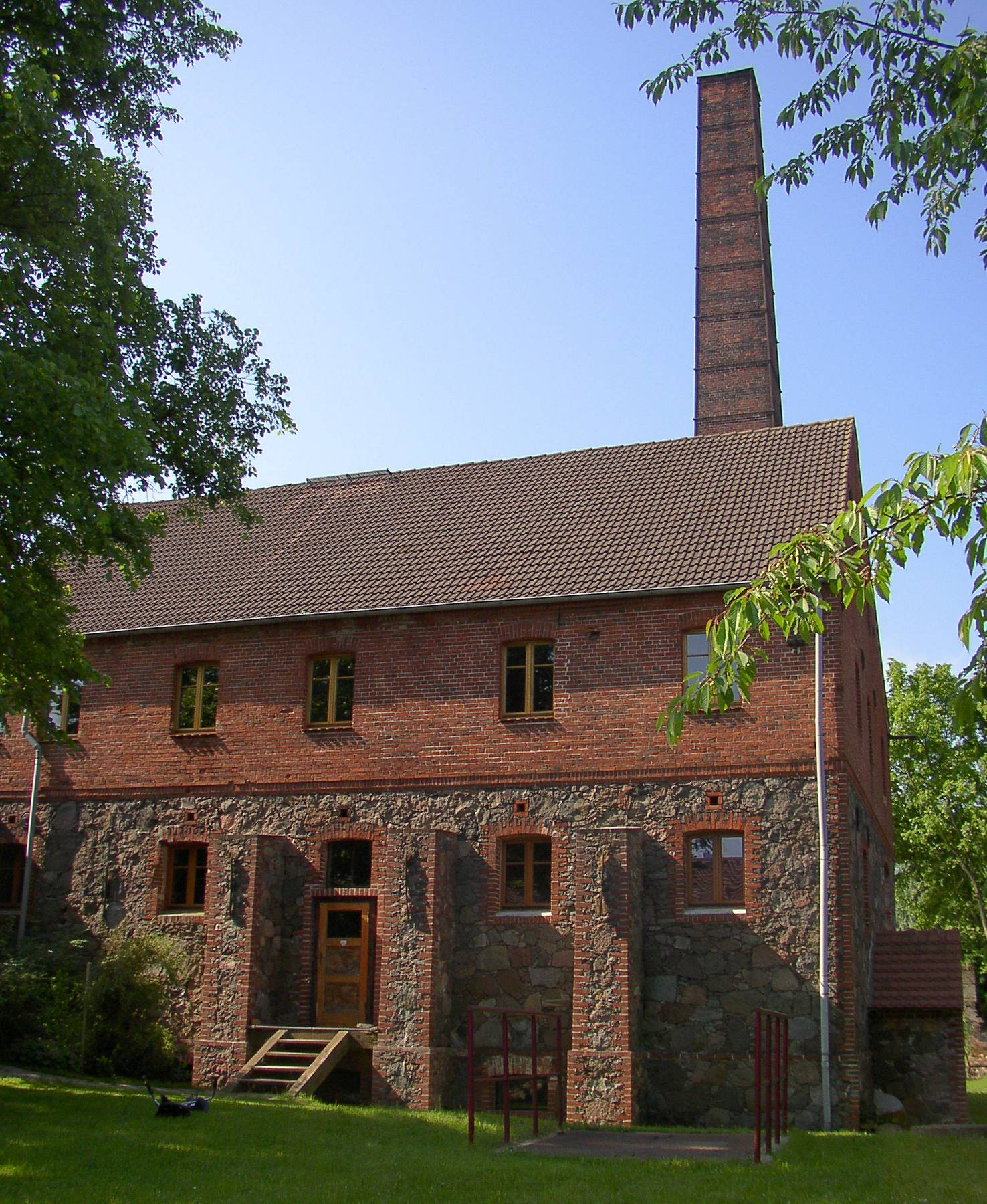
Alte Brennerei in Haselberg
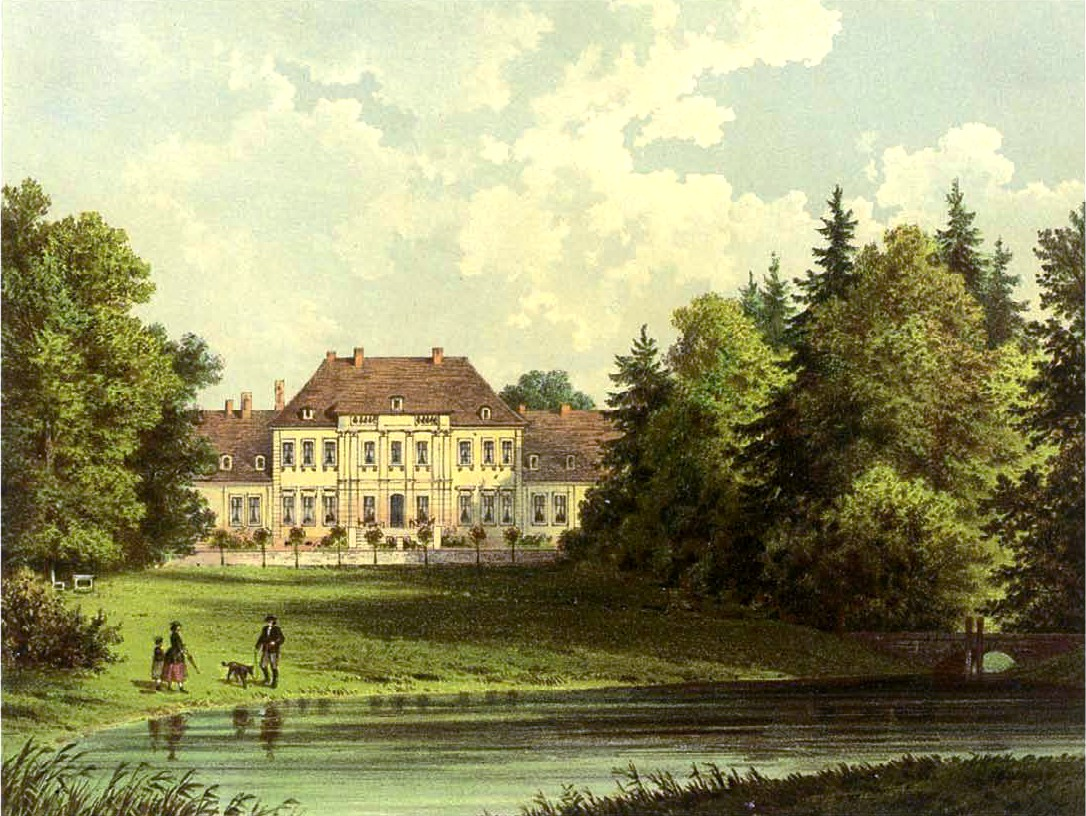
Rittergut Haselberg um 1860 (aus der Sammlung Duncker)

### 20. Jahrhundert
Der NS-Staatsbildhauer Arno Breker erhielt 1940 zu seinem 40. Geburtstag das im Ortsteil Eichwerder gelegene ehemalige Gut Jäckelsbruch von Adolf Hitler geschenkt. Die Schenkung umfasste nicht nur das Schloss mit Park, sondern auch die gesamte Ausstattung des Hauses sowie ein vom Architekten Friedrich Tamms neu erbautes Atelier. In Wriezen selbst befand sich seit Mitte 1941 ein großes Werksgelände mit Gleisanschluss und Kanalhafen – die Steinbildhauerwerkstätten Arno Breker GmbH. Bei den Steinbildhauerwerkstätten handelte es sich um eine Einrichtung des Generalbauinspektors für Berlin, Albert Speer. Aufgabe der Werkstätten war die Ausführung von Bildhauerarbeiten für die Neugestaltung Berlins sowie der Bauten auf dem Reichsparteitagsgelände in Nürnberg. Die Werkstätten wurden in den folgenden Jahren mit Millionenbeträgen kontinuierlich ausgebaut. Gegen Ende des Krieges wurden bis zu 50 Kriegsgefangene und Zwangsarbeiter für Arbeiten an den Figuren eingesetzt. Nach der Zerstörung des Berliner Hauptsitzes vom Arbeitsstab für den Wiederaufbau bombenzerstörter Städte im November 1943 bekam dieser auf dem Werksgelände in Form von Baracken seinen neuen Sitz.
Gegen Ende des Zweiten Weltkrieges setzte die Rote Armee Ende Januar 1945 im Rahmen der Weichsel-Oder-Operation nach einem schnellen Vorstoß mit Panzern über die gefrorene Oder. Die „100 Panzer von Wriezen“ erregten in Berlin großes Aufsehen; es kam teilweise zu panikartigen Zuständen, da die deutsche Verteidigung Berlins völlig überrascht war und keine Truppen zur Hand hatte. Die Panzer, über deren Möglichkeit zu einem Handstreich auf die Stadt viel diskutiert wurde, hatten jedoch zu wenig Treibstoff und wurden auch auf Grund der Gesamtlage wieder zurück beordert.
Nach dem Großangriff der Roten Armee aus den Oder-Brückenköpfen am 16. April 1945, der zur Schlacht um Berlin führte, war Wriezen hart umkämpft.

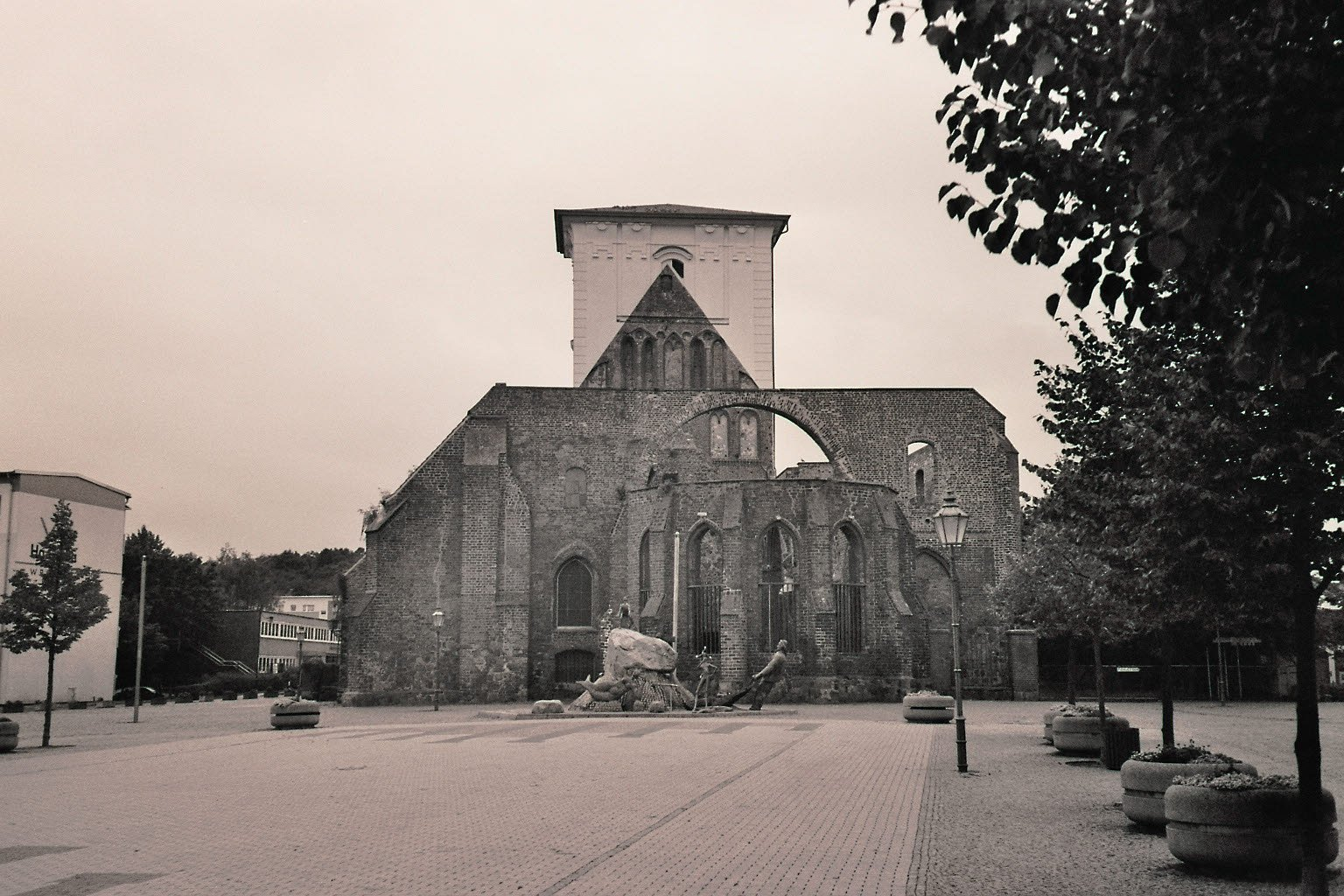
Kirchenruine in Wriezen

Wriezen fiel am 19. April 1945 in sowjetische Hand. Der kommunistische Widerstandskämpfer Fritz Dornbusch wurde bei der Einnahme der Stadt von Soldaten der Roten Armee, die in sein Kellerversteck schossen, getötet. In der DDR-Zeit wurde Dornbusch im Ortsteil Haselberg ein Gedenkstein gewidmet und die Legende propagiert, Dornbusch habe eine kampflose Übergabe Wriezens beabsichtigt und sei deswegen von der SS gefasst und am 18. April 1945 durch Kopfschuss hingerichtet worden. Den Gedenkstein mit entsprechender Inschrift und falschem Todesdatum ließ die Gemeindevertretung nach 1990 abbauen.
Die Stadt wurde bei den Kampfhandlungen fast vollständig zerstört und in den folgenden Jahrzehnten unter erheblicher Veränderung des Stadtbildes wieder aufgebaut. Zur Zerstörung trug anschließend die Oderflutkatastrophe 1947 bei, von der auch die tiefer gelegenen Teile des Wriezener Stadtzentrums um Markt und Bahnhof schwer betroffen waren.
Wriezen war von 1817 bis zu dessen Auflösung im Jahre 1952 Teil des Landkreises Oberbarnim, Regierungsbezirk Potsdam. Anschließend gehörte die Stadt bis 1990 zum neu gebildeten Kreis Bad Freienwalde im Bezirk Frankfurt (Oder) in der DDR. Von 1992 bis 1997 war die Stadt Sitz des Amtes Wriezen. In der Stadt befindet sich seit 1992 der Sitz der Amtsverwaltung des Wriezen fast umschließenden Amtes Barnim-Oderbruch (bis zur Umbenennung 1994 Amt Wriezen-Land).

### Eingemeindungen
Die Stadt Wriezen wurde Ende 1997 um vier ehemalige Gemeinden vergrößert. Zum gleichen Zeitpunkt wurde die neue Gemeinde Wriezener Höhe aus drei bisher selbstständigen Gemeinden gebildet. Im Oktober 2003 wurde die Gemeinde Wriezener Höhe in die Stadt Wriezen eingegliedert.
Vorherige Gemeindezusammenschlüsse fanden in den Jahren 1957, 1959 und 1974 statt.
| Ehemalige Gemeinde    | Datum             | Anmerkung                                               |
| --------------------- | ----------------- | ------------------------------------------------------- |
| Altwriezen            | 1. Januar 1957    | Zusammenschluss mit Beauregard zu Altwriezen/Beauregard |
| Altwriezen/Beauregard | 31. Dezember 1997 |                                                         |
| Beauregard            | 1. Januar 1957    | Zusammenschluss mit Altwriezen zu Altwriezen/Beauregard |
| Biesdorf              | 1. Januar 1974    | Zusammenschluss mit Lüdersdorf zu Lüdersdorf/Biesdorf   |
| Eichwerder            | 31. Dezember 1997 |                                                         |
| Frankenfelde          | 31. Dezember 1997 | Eingemeindung nach Wriezener Höhe                       |
| Haselberg             | 31. Dezember 1997 | Eingemeindung nach Wriezener Höhe                       |
| Lüdersdorf            | 1. Januar 1974    | Zusammenschluss mit Biesdorf zu Lüdersdorf/Biesdorf     |
| Lüdersdorf/Biesdorf   | 31. Dezember 1997 | Eingemeindung nach Wriezener Höhe                       |
| Neugaul               | 1. April 1959     | Zusammenschluss mit Rathsdorf zu Rathsdorf/Neugaul      |
| Rathsdorf             | 1. April 1959     | Zusammenschluss mit Neugaul zu Rathsdorf/Neugaul        |
| Rathsdorf/Neugaul     | 31. Dezember 1997 |                                                         |
| Schulzendorf          | 31. Dezember 1997 |                                                         |
| Wriezener Höhe        | 26. Oktober 2003  |                                                         |

## Bevölkerungsentwicklung
| Jahr | Einwohner |
| ---- | --------- |
| 1740 | 2 102     |
| 1750 | 2 470     |
| 1800 | 4 140     |
| 1821 | 4 505     |
| 1850 | 6 330     |
| 1875 | 7 920     |

| Jahr | Einwohner |
| ---- | --------- |
| 1890 | 7 132     |
| 1910 | 7 405     |
| 1925 | 7 271     |
| 1933 | 7 748     |
| 1939 | 7 746     |

| Jahr | Einwohner |
| ---- | --------- |
| 1946 | 4 806     |
| 1950 | 5 360     |
| 1964 | 5 493     |
| 1971 | 6 286     |
| 1981 | 6 856     |
| 1985 | 7 264     |

| Jahr | Einwohner |
| ---- | --------- |
| 1990 | 7 026     |
| 1995 | 6 494     |
| 2000 | 7 652     |
| 2005 | 8 109     |
| 2010 | 7 679     |
| 2015 | 7 355     |

| Jahr | Einwohner |
| ---- | --------- |
| 2020 | 7 125     |
| 2021 | 7 094     |
| 2022 | 7 125     |
| 2023 | 7 101     |
| 2024 | 7.107     |

Gebietsstand des jeweiligen Jahres, Einwohnerzahl: Stand 31. Dezember (ab 1991), ab 2011 auf Basis des Zensus 2011, ab 2022 auf Basis des Zensus 2022

## Religion
Der überwiegende Teil der Bevölkerung Wriezens ist konfessionell ungebunden.
Daneben gibt es traditionell evangelische Gemeinden, die sich in der evangelischen Kirche St. Marien sowie in den verschiedenen Dorfkirchen der Ortsteile versammeln. Auch das Johanniter-Gymnasium ist evangelisch geprägt.
In der Stadt gibt es außerdem eine kleine katholische Gemeinde, die sich in der 1913 geweihten Kirche St. Laurentius versammelt.
Bis zur Zeit des Nationalsozialismus war Wriezen über 200 Jahre ein Ort jüdischen Lebens. An die zerstörte Synagoge erinnert ein Gedenkstein. Der 1730 angelegte jüdische Friedhof ist erhalten geblieben.

## Politik

### Stadtverordnetenversammlung
Die Stadtverordnetenversammlung von Wriezen besteht aus 18 Mitgliedern und dem hauptamtlichen Bürgermeister. Die Kommunalwahl am 9. Juni 2024 führte zu folgendem Ergebnis:
| Partei / Wählergruppe                          | Stimmenanteil 2019 | Sitze 2019 |  | Stimmenanteil 2024 | Sitze 2024 |
| ---------------------------------------------- | ------------------ | ---------- |  | ------------------ | ---------- |
| AfD                                            | 27,5 %             | 5          |  | 31,1 %             | 6          |
| Wriezen Richtung Zukunft (WRZ)                 | –                  | –          |  | 21,0 %             | 4          |
| FDP                                            | 20,7 %             | 4          |  | 16,7 %             | 3          |
| CDU                                            | 14,1 %             | 3          |  | 12,7 %             | 2          |
| Bürger für Wriezen und Barnim Oderbruch (BWBO) | 15,7 %             | 3          |  | 06,8 %             | 1          |
| Unabhängige Wählergemeinschaft (UWG)           | 05,8 %             | 1          |  | 05,5 %             | 1          |
| Bürgerbündnis für Wriezen (BFW)                | –                  | –          |  | 03,6 %             | 1          |
| Bündnis 90/Die Grünen                          | 08,4 %             | 1          |  | 02,5 %             | –          |
| SPD                                            | 07,8 %             | 1          |  | –                  | –          |
| Insgesamt                                      | 100 %              | 18         |  | 100 %              | 18         |

### Bürgermeister
- 1989–2017: Uwe Siebert (parteilos)[28]
- seit 2017: Karsten Ilm (CDU)

Ilm wurde am 24. September 2017 mit 63,4 % der gültigen Stimmen gewählt. Seine Amtszeit beträgt acht Jahre.

### Wappen
| Wappen von Wriezen | Blasonierung: „Geviert von Gold und Blau belegt mit silbernem Herzschild, darin ein roter Adler; Feld 1: ein liegender schwarzer Schlüssel, Feld 2: ein silberner Fisch, Feld 3: eine silberne Feder, Feld 4: schräglinks ein schwarzer Schraubenschlüssel.“ |
| Wappen von Wriezen | Wappenbegründung: Das 1969 von der Stadtverordnetenversammlung angenommene Wappen versinnbildlicht mit den Bildern der beiden oberen Felder die Vergangenheit und mit den beiden unteren die Gegenwart dieser Stadt. Ein Hinweis auf die Stadtrechtverleihung ist der Schlüssel. Der Hecht erinnert an die im Mittelalter stärkste Zunft der Hechtreißer, die ihre gesalzenen Hechte bis nach Italien verkauften. Die Feder kennzeichnet Wriezen als Stadt der Entenzucht, während der Schraubenschlüssel auf die in der Stadt ansässige Kleinindustrie hindeutet. Der Herzschild mit dem brandenburgischen Adler wurde dem ehemaligen, seit 1337 in Gebrauch befindlichen Wappen entnommen. Das Wappen wurde am 30. Juni 1992 durch das Ministerium des Innern genehmigt. |

### Flagge
„Die Flagge der Stadt ist Gelb – Blau (1:1) zu je 2 Vierteln farblich versetzt gestreift.“

### Dienstsiegel
Das Dienstsiegel zeigt das Wappen der Stadt mit der Umschrift STADT WRIEZEN • LANDKREIS MÄRKISCH-ODERLAND.

### Städtepartnerschaften
Die Stadt Wriezen unterhält folgende Städtepartnerschaften:
- Mieszkowice (Bärwalde in der Neumark, Polen)
- Hachiōji (Japan)[33]

## Sehenswürdigkeiten und Kultur

### Bauwerke

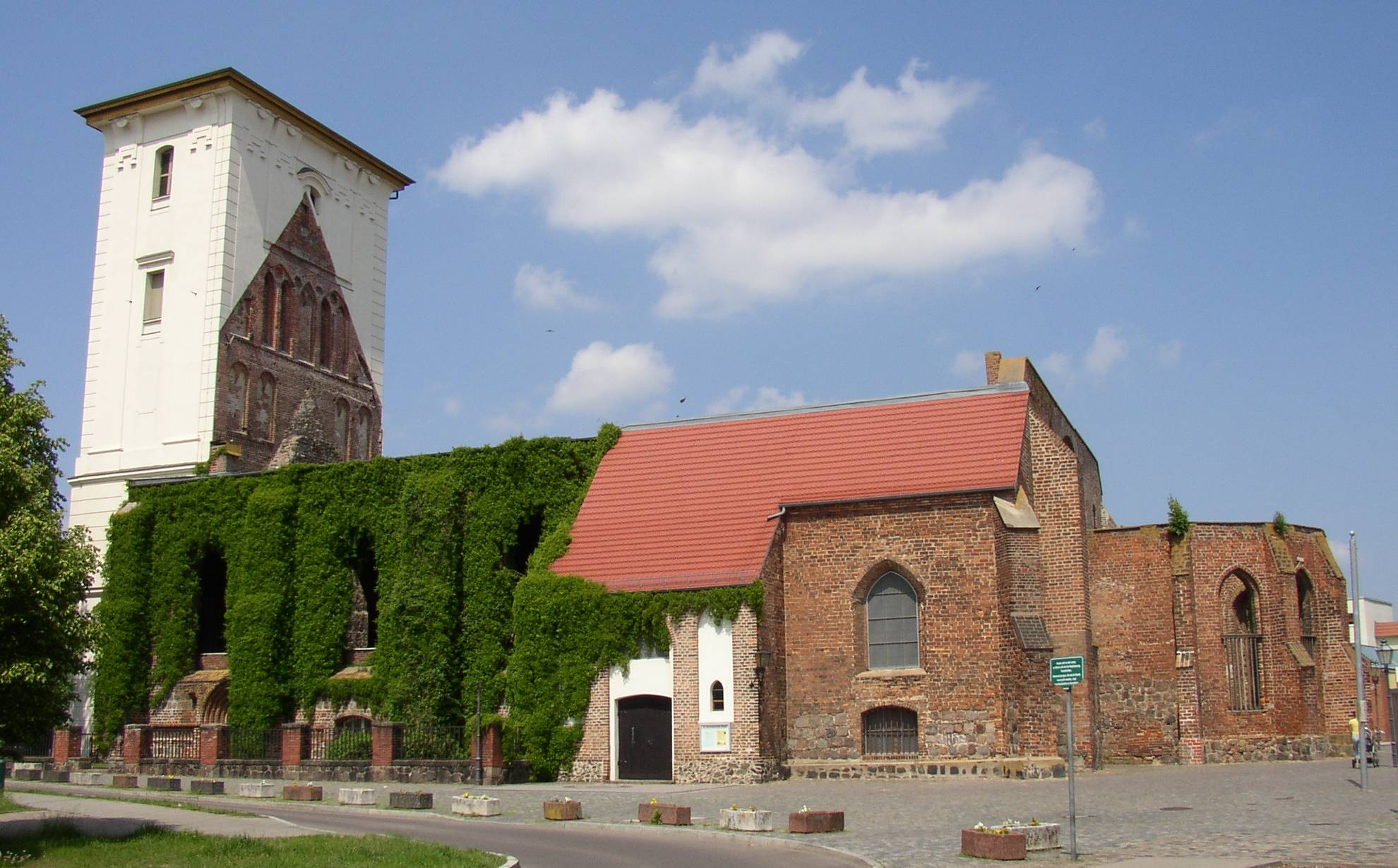
Marienkirche

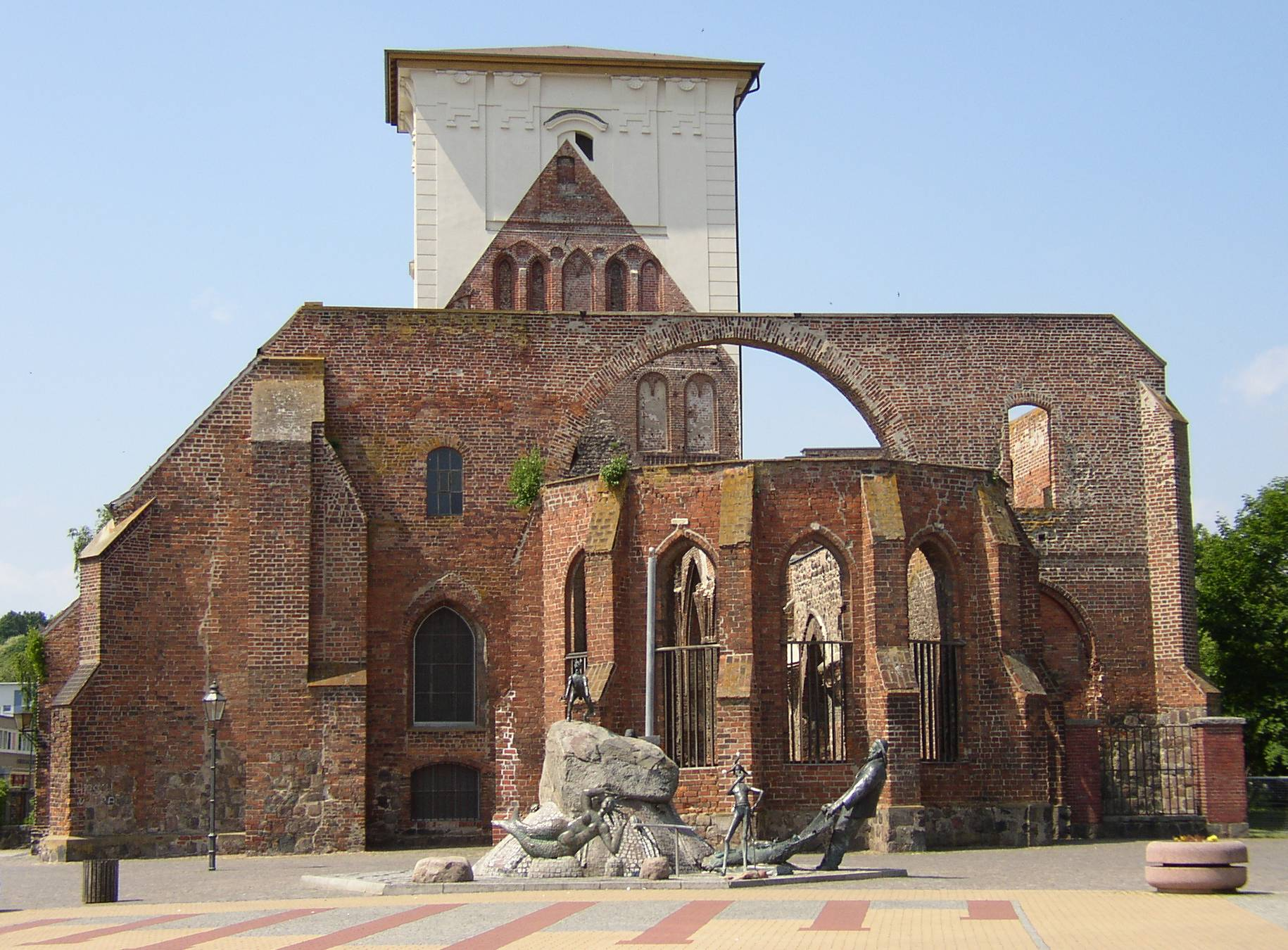
Ruine der Marienkirche, davor der Marktbrunnen

- St.-Marienkirche, spätgotische Backsteinhallenkirche mit einem Anbau an der Südseite und niedrigem polygonalen Chorschluss aus der 2. Hälfte des 15. und dem 1. Viertel des 16. Jahrhunderts, wurde unter Verwendung von Teilen eines Vorgängerbaus aus dem 13. Jahrhundert errichtet. Der Turm wurde im 18. Jahrhundert barockisiert und mit einer welschen Haube versehen. Die Kirche wurde im April 1945 schwer beschädigt und ist seitdem eine Ruine. Das Südschiff wurde 1951 zum Teil wieder aufgebaut und wird seitdem gottesdienstlich genutzt. Der Turm wurde in den 1990er Jahren restauriert und mit einem flachen Notdach versehen, die vorbereitenden Arbeiten für den Wiederaufbau der Kirche unter Federführung durch einen Förderverein haben begonnen. Bei Ausgrabungen im November 2000 an der Marienkirche wurden 17 große Plastiksäcke unsortierter Streuknochen geborgen, die aufgrund ihrer Zusammensetzung aus überwiegend Schädeln und Langknochen als Überreste eines mittelalterlichen Gebeinhauses gedeutet wurden. Die Knochen wurden 2001 an der Freien Universität Berlin anthropologisch untersucht. Es lagen 36 nahezu vollständige Schädel vor. Anhand der linken Schienbeinknochen konnten 84 Erwachsene und acht Kinder identifiziert werden,  größtenteils männlich. Die meisten Erwachsenen starben im fortgeschrittenen Alter. Die Durchschnittsgröße war mit 161,5 cm eher klein einzuschätzen. Eine niedrige Belastung mit Zahnkaries ließ auf eine zuckerarme Ernährung mit mäßigem Fleischkonsum schließen.[34][35]
- Katholische St.-Laurentius-Kirche, 1912/1913 im neuromanischen Stil mit Jugendstilelementen erbaut und am 21. September 1913 eingeweiht
- Galerie „Zur alten Malzfabrik“: Das Gebäude wurde 1858 als Malzfabrik gebaut und beherbergt seit 1997 das Wriezener Stadtmuseum, den Humpensaal und die Galerie.
- Gebäude der Stadtsparkasse: Das imposante Gebäude wurde 1781 von dem Königlichen Kammerrat Friedrich Wilhelm Noeldechen ursprünglich als Seidenbauhaus im Barockstil errichtet und später zum Wohnhaus umgebaut. Es beherbergte den Preußenkönig Friedrich Wilhelm III. auf der Flucht nach der verlorenen Schlacht bei Jena und Auerstedt und wurde während der französischen Besetzung als Kommandantur, später als Militärmusikschule und seit Anfang Mai 1922 als Kreisbankgebäude genutzt. Heute befindet sich in diesem Gebäude eine Zweigstelle der Sparkasse Märkisch-Oderland.
- Ehemalige Taubstummenanstalt, in der sich heute das Rathaus der Stadt befindet
- Alter Hafen Wriezen: Der Wriezener Hafen wurde 1902 an der Alten Oder errichtet. Mit einem 300 Meter langen Kai bot er Anlegeplätze für Lastkähne nach Finowmaß. Transportiert wurden Baustoffe, Petroleum, Düngemittel und Getreide sowie Steinkohle und Kalk. Der Hafenbetrieb wurde 1969 eingestellt, das Hafenbecken teilweise zugeschüttet. Seit 2006 bemüht sich eine Interessengemeinschaft Hafen Wriezen, das historische Ensemble zu sanieren und der Öffentlichkeit zugänglich zu machen. Die historischen Kalköfen auf dem Hafengelände aus den Jahren 1860 (Setzofen) und 1889 (Hochofen) werden zurzeit mit Spenden und ehrenamtlicher Arbeit denkmalgerecht saniert.[36]
- Marktbrunnen: vom Bildhauer Horst Engelhardt aus dem Ortsteil Eichwerder geschaffen. Mit seinen vielen provozierenden Details hat der Brunnen überörtlich für Aufsehen gesorgt.

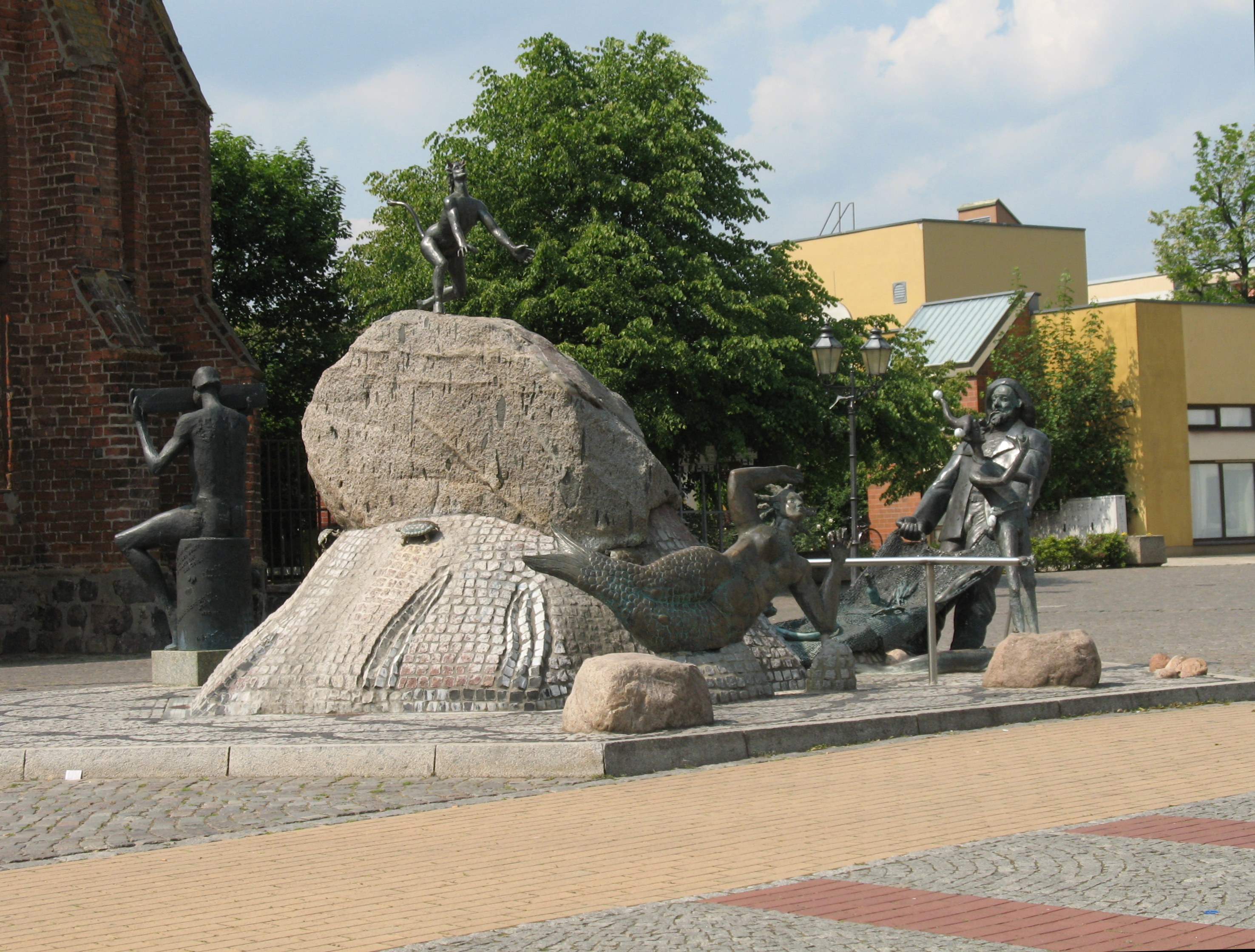
Gesamtansicht
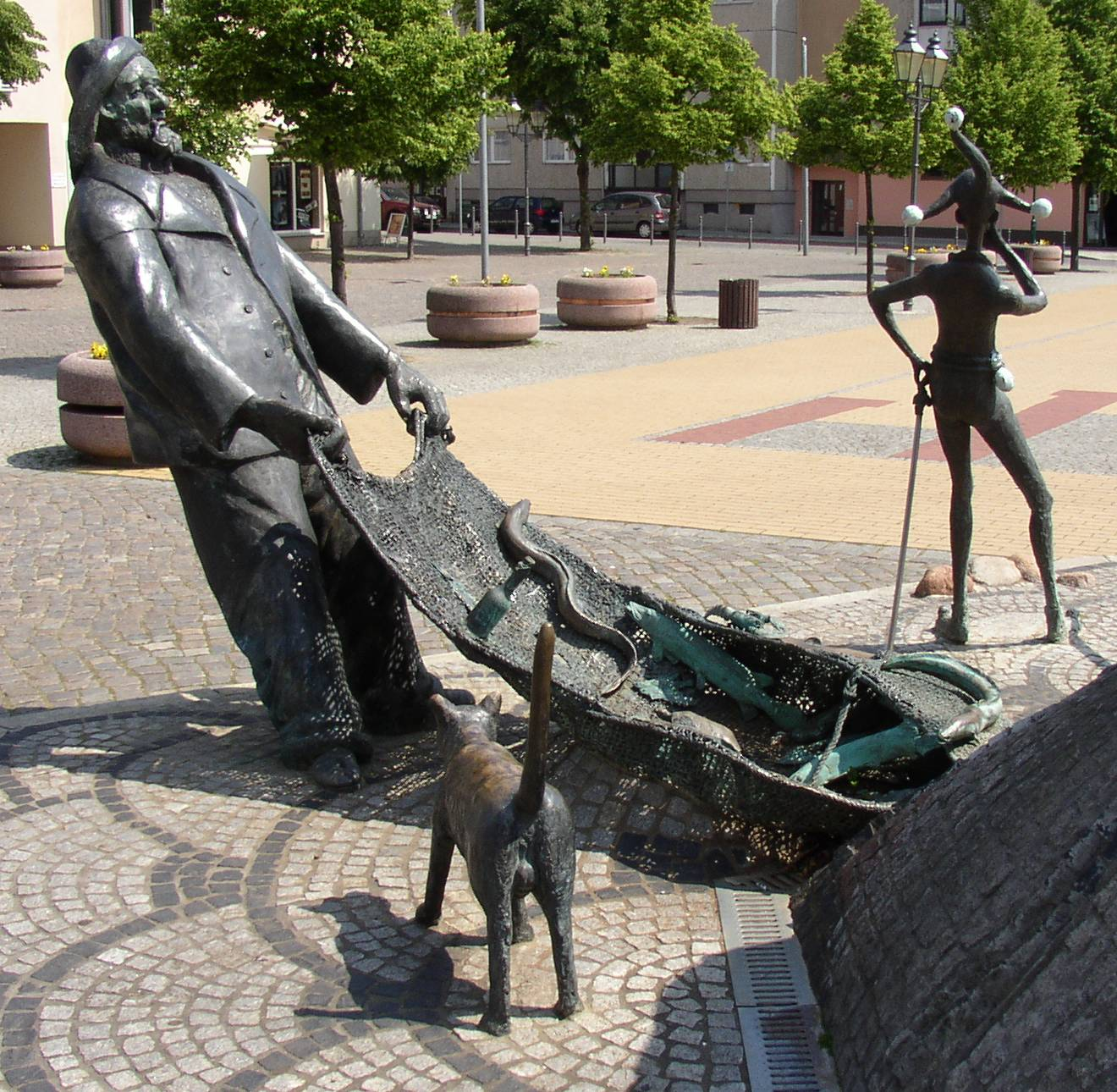
Der Fischer
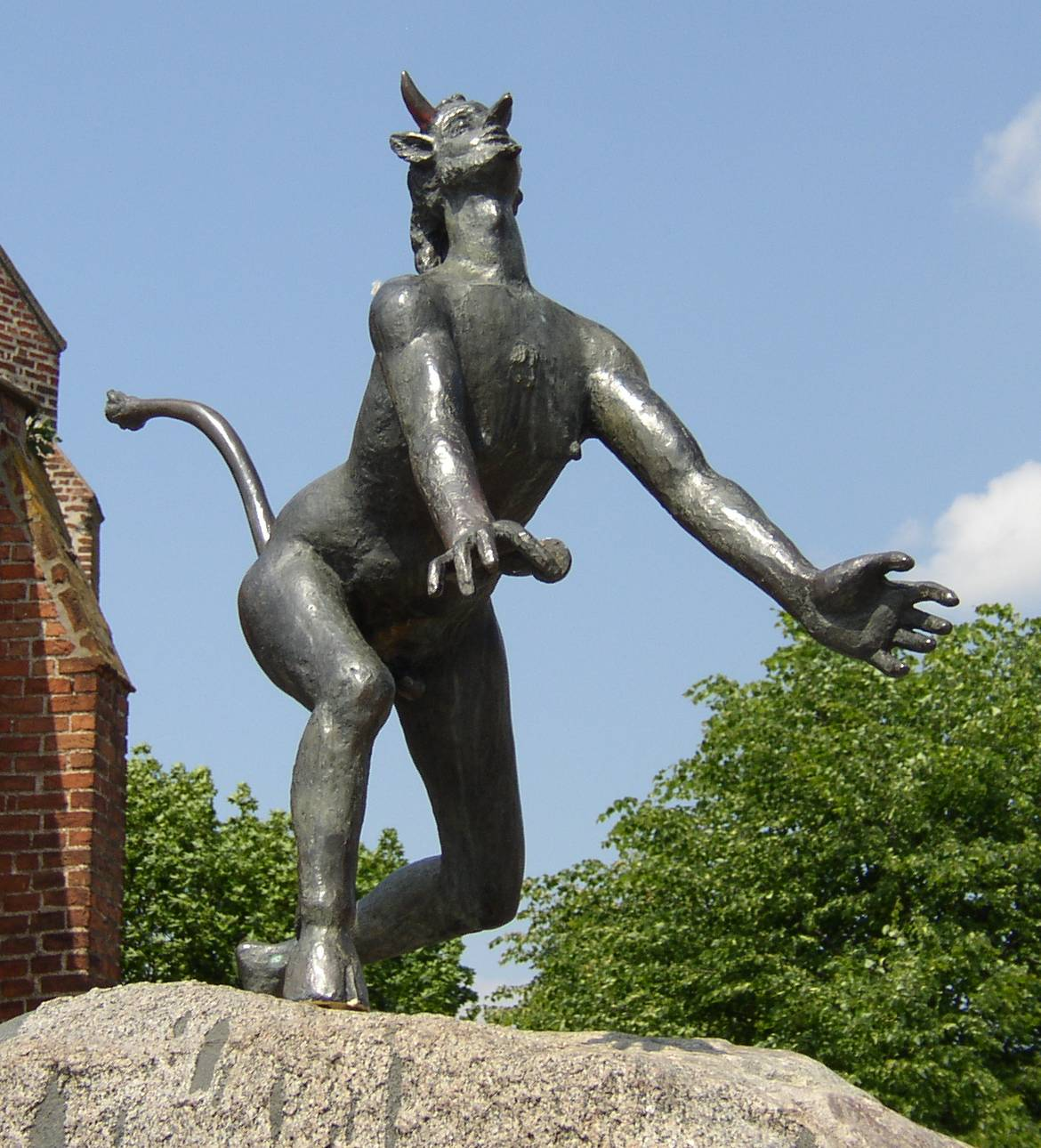
Der Teufel
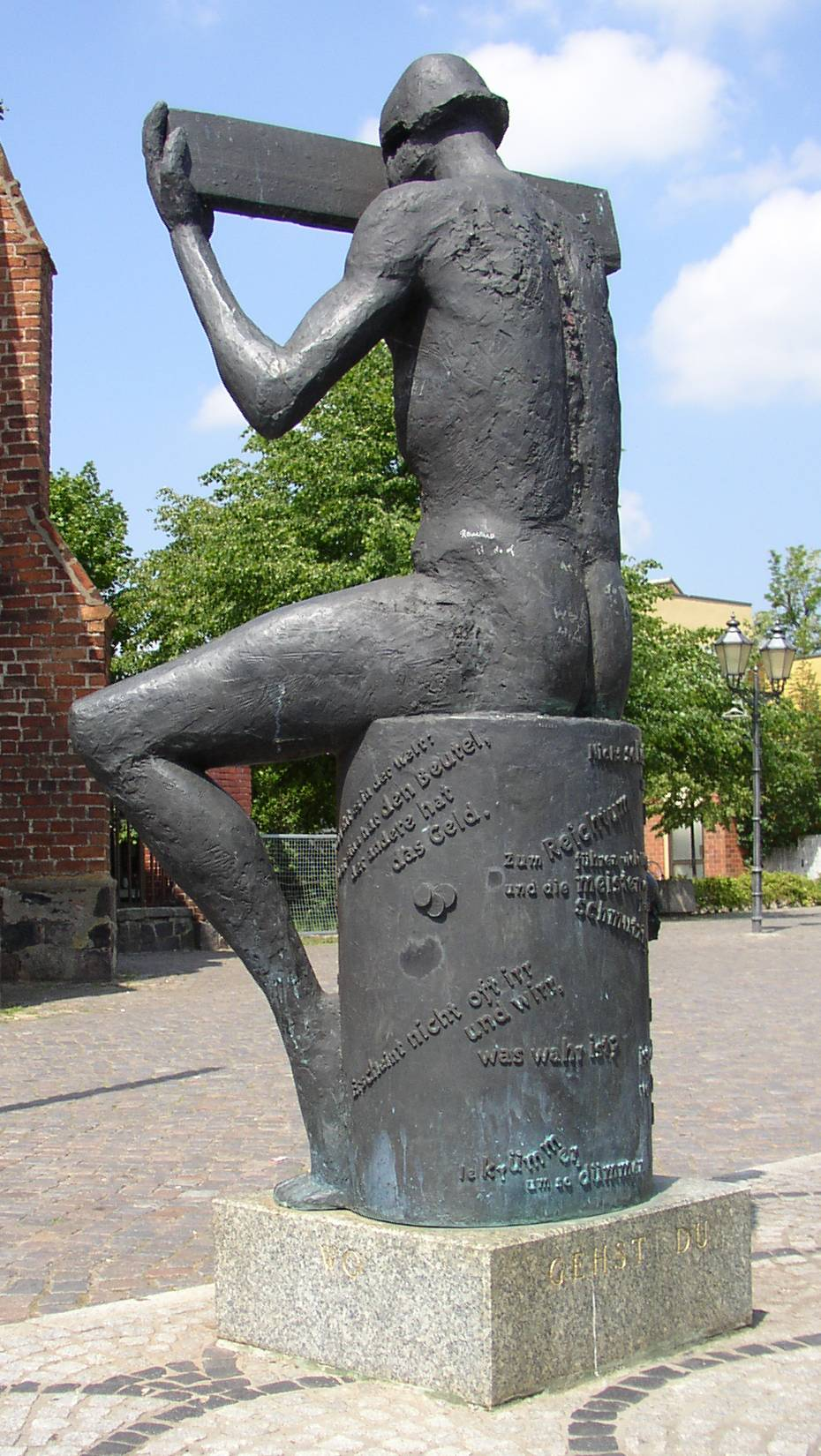
Das Brett

- Denkmal für Albert Mahler (1819–1894): Das Denkmal auf dem Schützenplatz wurde 1895 für den Bürgermeister und Begründer der ersten Freiwilligen Feuerwehr in Brandenburg errichtet.
- Jüdischer Friedhof: Der unter Denkmalschutz stehende jüdische Friedhof wurde im Jahre 1730 weit außerhalb der Stadt angelegt. Er ist mit 1630 Quadratmetern die größte noch erhaltene jüdische Grabstätte im Oderraum mit 132 Grabsteinen. Im Rahmen des Projektes Jüdische Friedhöfe in Brandenburg (Jüdische Studien, Universität Potsdam) wurde der jüdische Friedhof Wriezen in einer frei zugänglichen Online-Datenbank dokumentarisiert.[37]
- Bergfriedhof mit Grabdenkmälern und Grabsteinen aus dem 18./19. Jahrhundert. Sehenswert ist das monumentale Kriegerdenkmal für die Gefallenen des Ersten Weltkrieges.
- Gedenkstein aus dem Jahre 1949 von dem Bildhauer Bibach auf dem Friedhof links neben der Kapelle für die drei antifaschistischen Widerstandskämpfer Wilhelm Hirchert, Fritz Dornbusch und Bruno Moses, die im KZ Sachsenhausen bzw. im KZ Auschwitz ermordet wurden
- Gedenktafel für Fritz Dornbusch in der Vorhalle der zu DDR-Zeiten nach ihm benannten Schule in der Freienwalder Straße 1, die nach 1991 beseitigt wurde wie der Gedenkstein im nahegelegenen Haselberg
- Wildgehege: Auf einer 10 Hektar großen Fläche am nordwestlichen Stadtrand wird seit 1989 Reh-, Dam-, Muffel- und Schwarzwild in Gattern gehalten. Die geringe Stückzahl in den großräumigen Gehegen garantiert einen ungestörten Ablauf der Aktivzeiten des Wildes im natürlichen Umfeld.

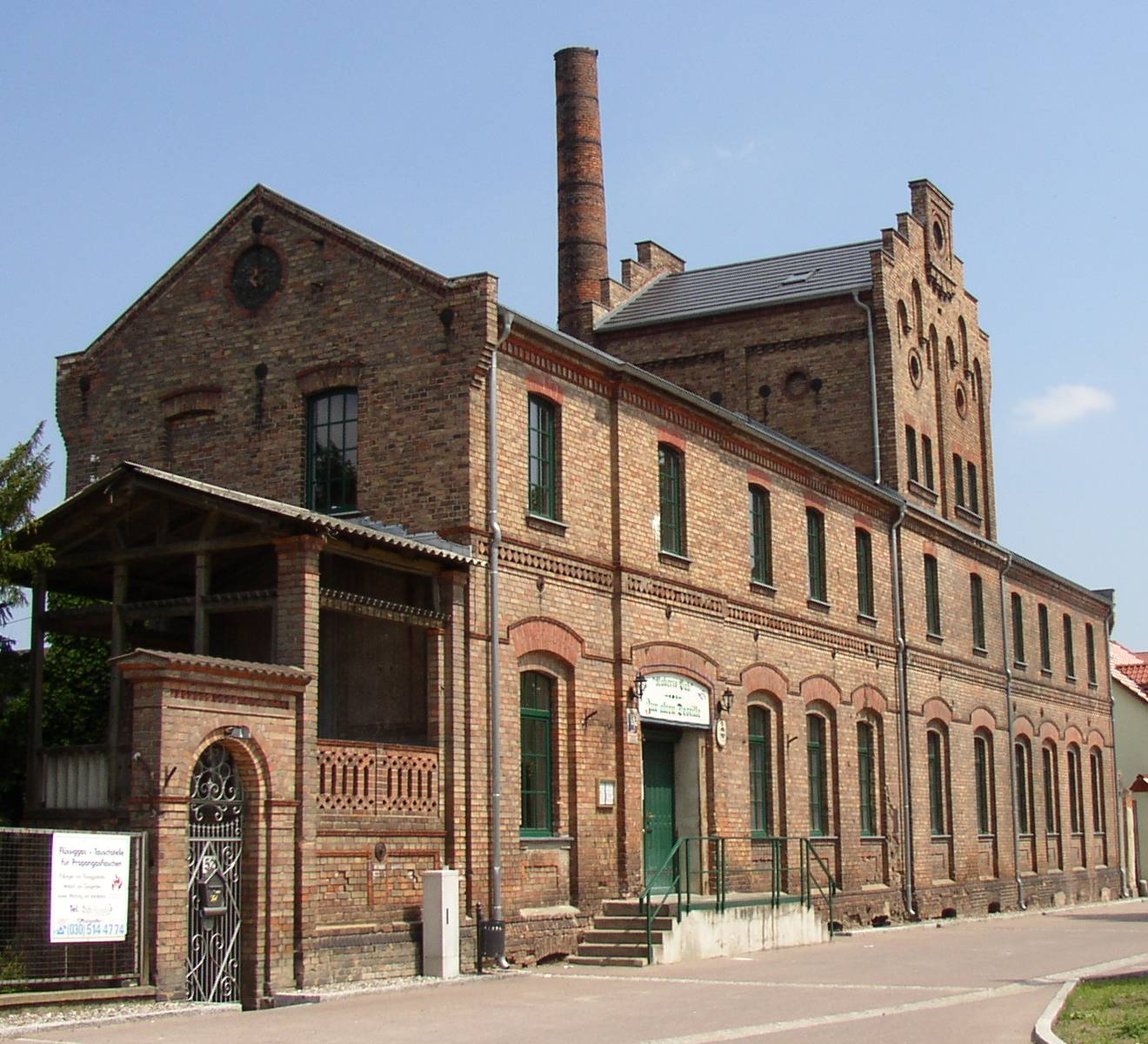
Ehemalige Destille
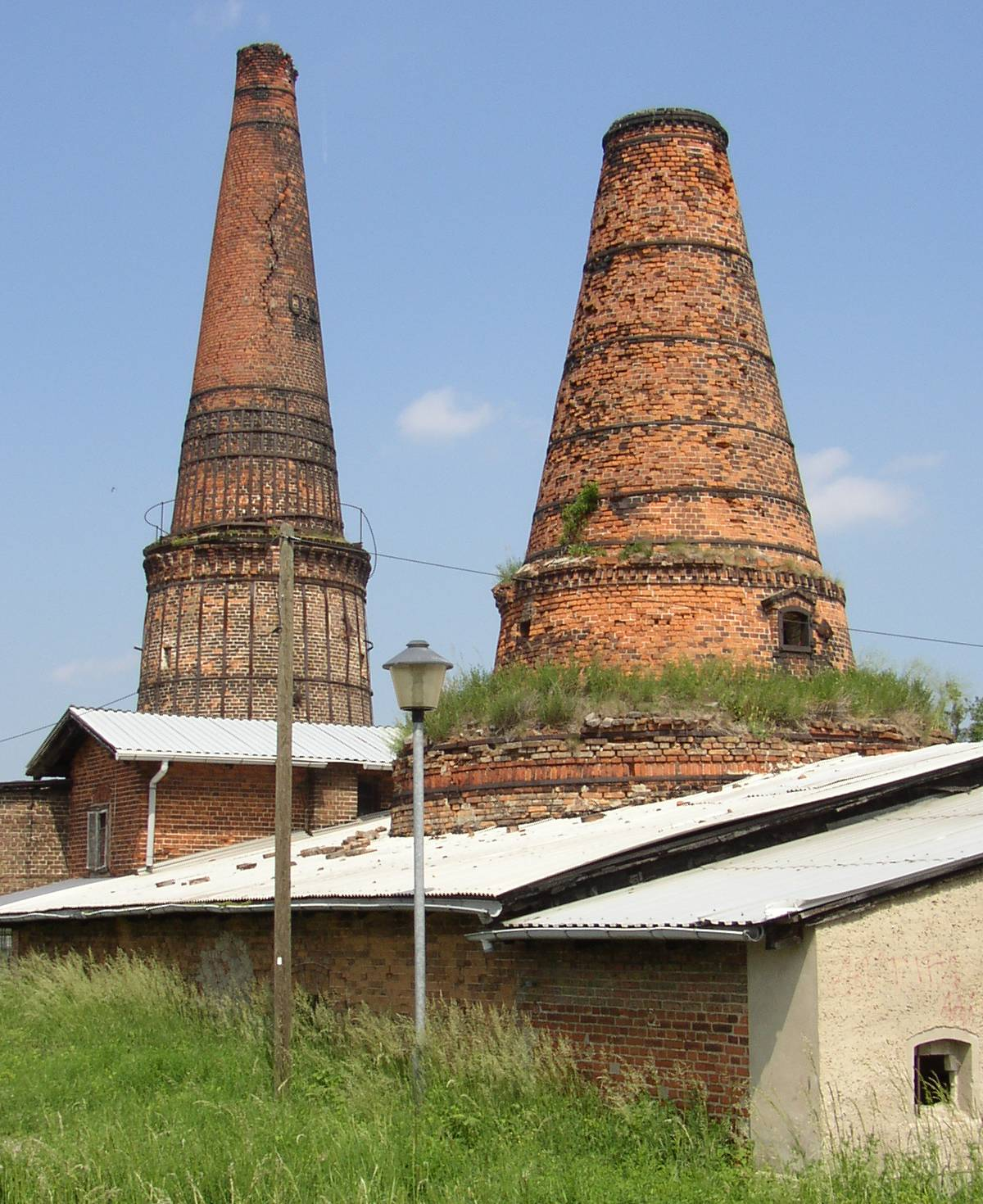
Kalköfen
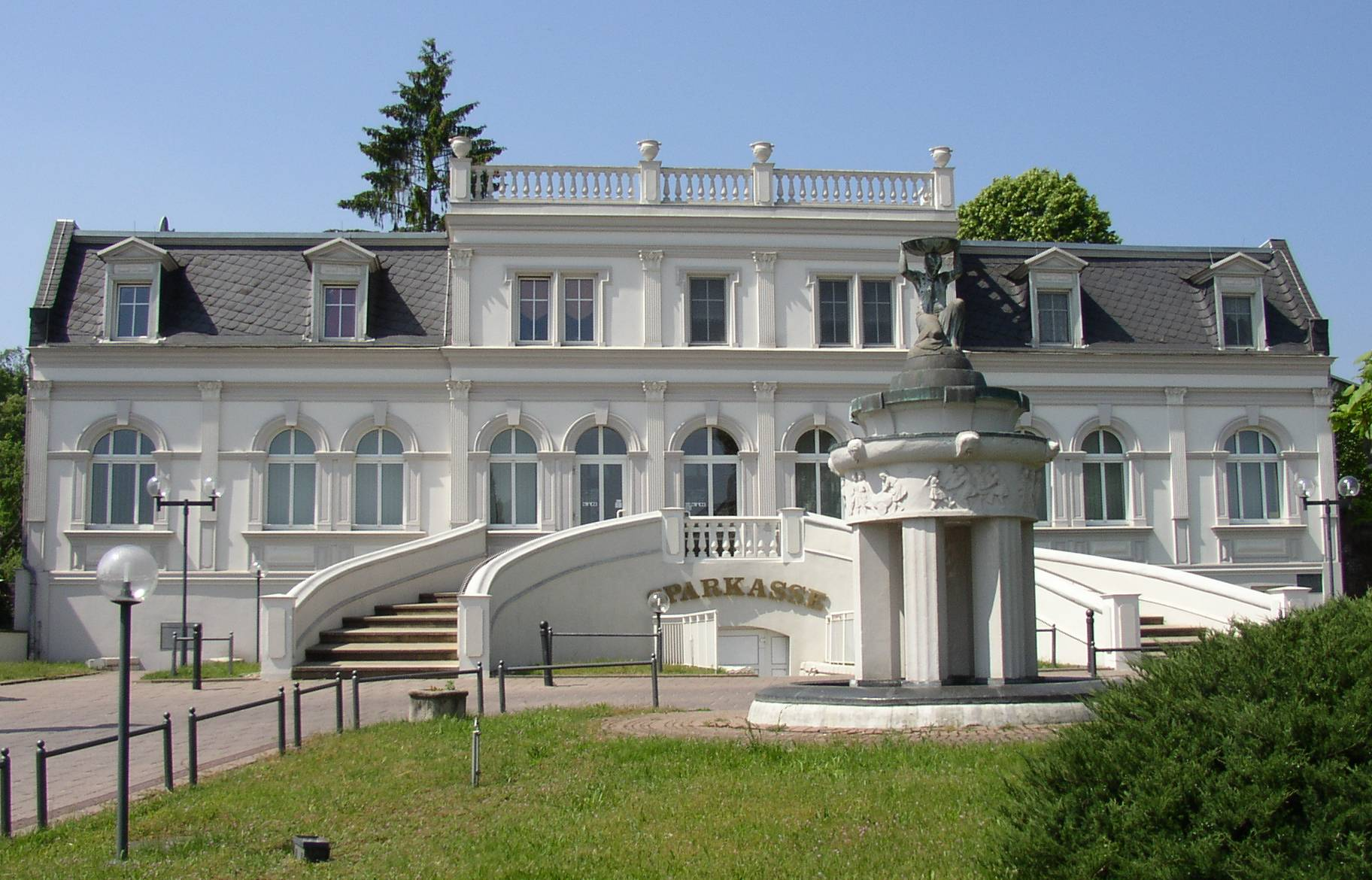
Sparkasse
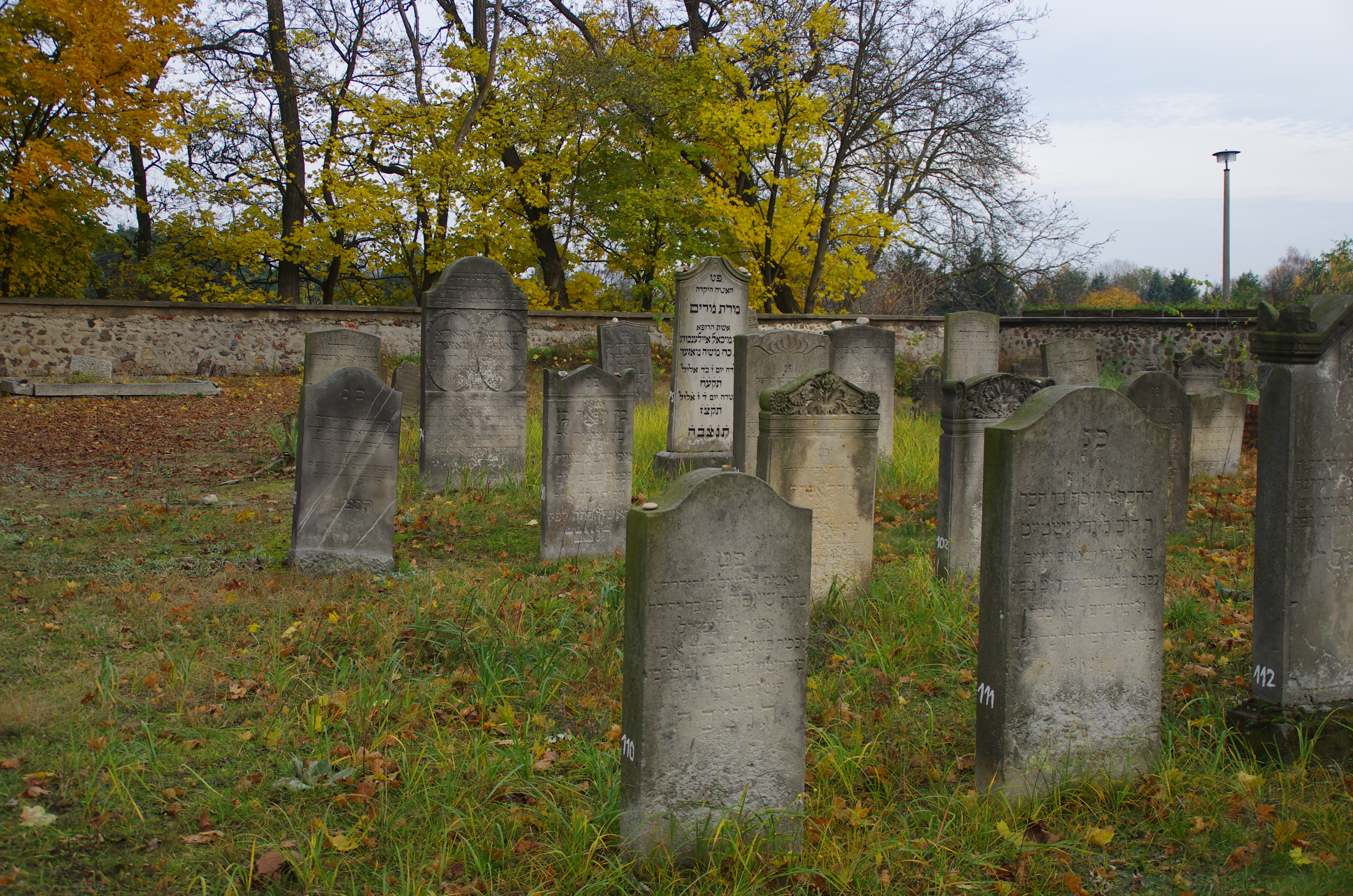
Jüdischer Friedhof
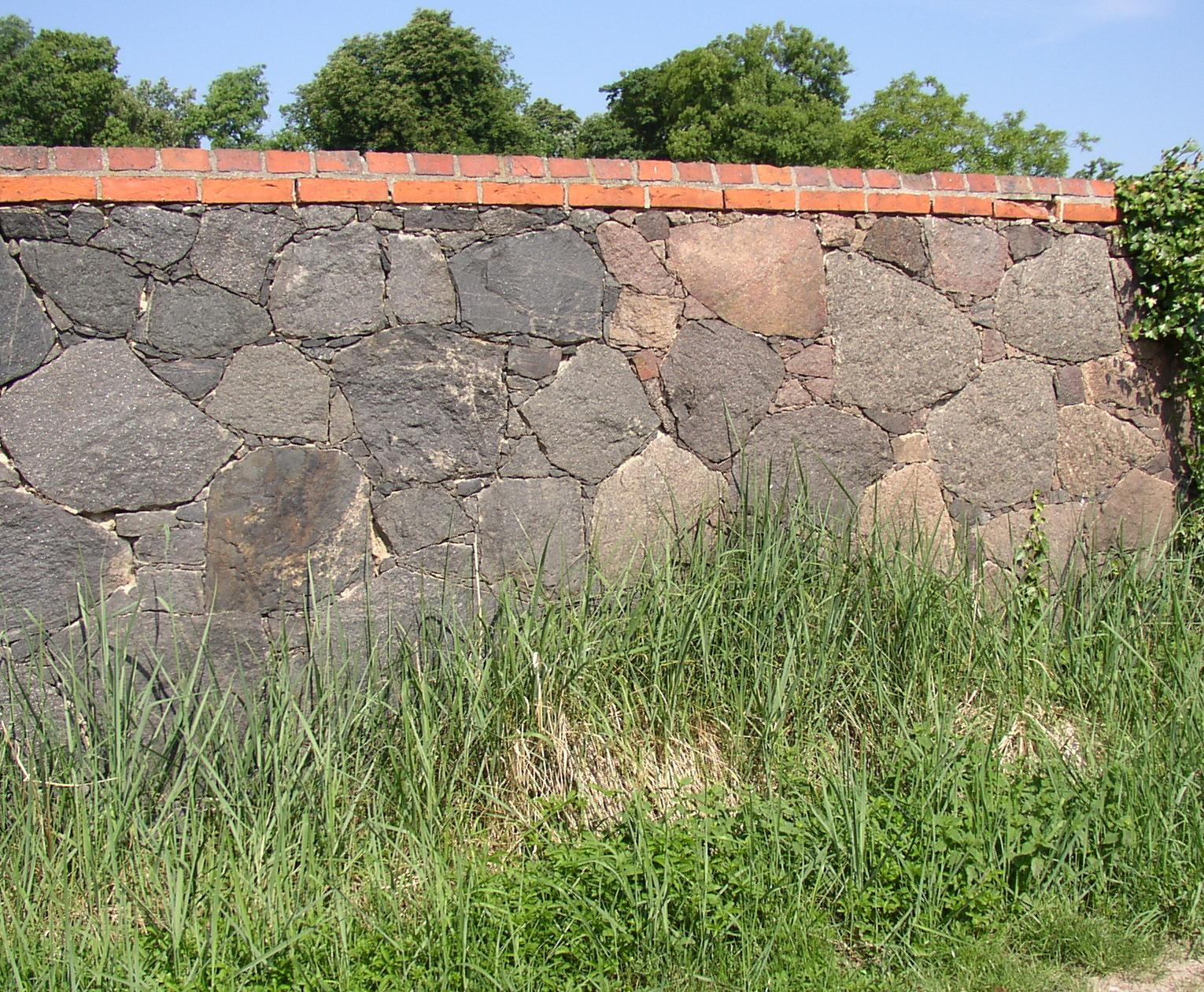
Feldsteinmauer in Haselberg

### Museum
- Stadtmuseum Wriezen

### Veranstaltungen
Zur Erinnerung an das Oderhochwasser 1997 wird jährlich das Deichfest gefeiert.

### Film
- Nach Wriezen (Dokumentarfilm 2012)

## Wirtschaft und Infrastruktur

### Unternehmen
Das Bauunternehmen Märkische Ingenieur Bau GmbH, die Justizvollzugsanstalt Wriezen und die Krankenhaus Märkisch-Oderland GmbH zählen zu den größten Arbeitgebern. Die Stadt ist Sitz der Amtsverwaltung des Amtes Barnim-Oderbruch.

### Verkehr
Die Wriezener Bahn verkehrte von Berlin Wriezener Bahnhof nach Wriezen. In östlicher Verlängerung führte ab 1892 die Bahnstrecke Wriezen–Jädickendorf über die Oder in die Neumark.
Seit 2006 wird die Bahnstrecke Berlin–Wriezen nur noch bis Werneuchen betrieben.
Der Bahnhof Wriezen befindet sich an der 1866 eröffneten und 1877 durchgängig fertiggestellten Bahnstrecke Eberswalde–Frankfurt (Oder). Bedient wird er stündlich von der Regionalbahnlinie RB 60 Eberswalde–Frankfurt (Oder), betrieben von der Niederbarnimer Eisenbahn.
Der öffentliche Personennahverkehr wird unter anderem durch den PlusBus des Verkehrsverbund Berlin-Brandenburg erbracht. Folgende Verbindung führt, betrieben von der Märkisch-Oderland Bus und Barnimer Busgesellschaft, durch Wriezen:
- Linie 889: Strausberg ↔ Prötzel ↔ Schulzendorf ↔ Wriezen ↔ Bad Freienwalde

Die Bundesstraße 167 zwischen Bad Freienwalde und Seelow sowie die Landesstraße L 33 zwischen Strausberg und Letschin durchqueren das Stadtgebiet. Die nächstgelegenen Autobahnanschlussstellen sind Finowfurt an der A 11 und Berlin-Hohenschönhausen an der A 10 (östlicher Berliner Ring).
Wriezen liegt am Radfernweg Tour Brandenburg.

### Bildung
In der Stadt gibt es die Grund- und Oberschule Salvador Allende.
Mit dem Schuljahr 2007/08 wurde das Evangelische Johanniter-Gymnasium eröffnet. Am gleichen Ort gab es bis dahin das Oderbruch-Gymnasium „Leonhard Euler“, das vor der Wende in der DDR nach dem 1945 ermordeten Kommunisten Fritz Dornbusch benannt war.
Wriezen besitzt außerdem eine kleine Stadtbibliothek.

## Persönlichkeiten

### Ehrenbürger
- 1994: Nobutsugu Koenuma (1908–1946), japanischer Arzt[41]
- 1996: Michael Succow (* 1941), Biologe und Agrarwissenschaftler, Ehrenbürger der damaligen Gemeinde Lüdersdorf/Biesdorf, jetzt Ortsteil Wriezens
- 2003: Hartmut Meyer (* 1943), 1993 bis 2003 Minister für Stadtentwicklung, Wohnen und Verkehr des Landes Brandenburg
- 2006: Peter Hanke (* 1941), Stadtverordneter und Vorsitzender der Stadtverordnetenversammlung[42]
- 2014: Peter Fuhge (1941–2018), Leiter der Schule in Lüdersdorf, Bürgermeister von Wriezener Höhe, Ortsvorsteher Haselbergs[42]

### Söhne und Töchter der Stadt

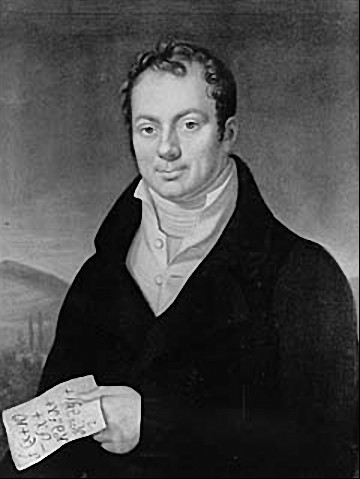
August Leopold Crelle etwa 1825

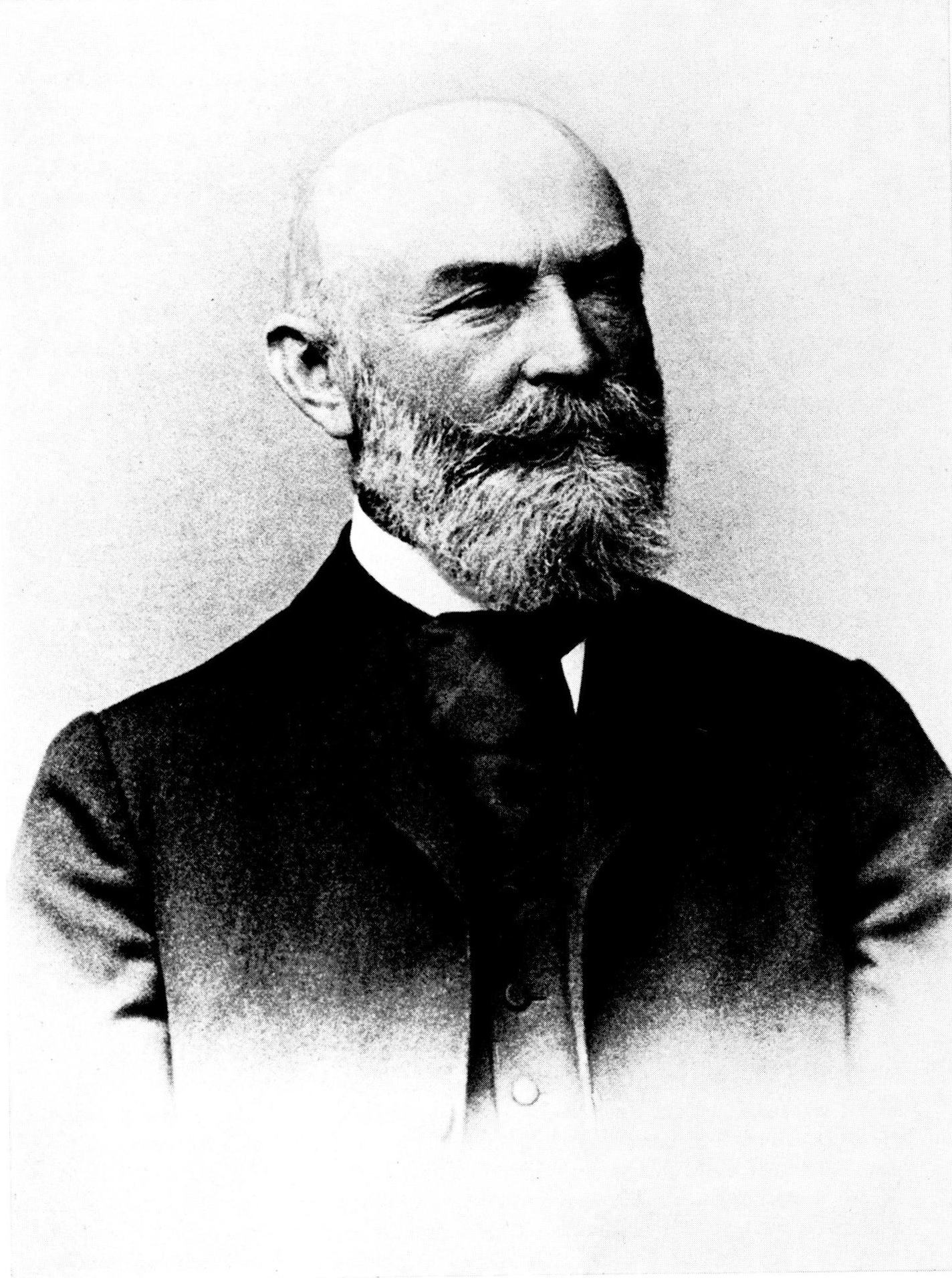
Otto von Hoffmann

- Gottlob Mathias von Borcke (1717–1797), Generalmajor
- Samuel Bleichröder (1779–1855), Gründer eines bedeutenden Finanzimperiums, das unter seinem Sohn Gerson Bleichröder Weltruf erlangte
- August Leopold Crelle (1780–1855), preußischer Oberbaurat, Begründer des Journals für die reine und angewandte Mathematik, in Eichwerder geboren
- August Reinhold Kaiser (1805–1874), preußischer Landrat
- Rudolf von Rabe (1805–1883), preußischer Beamter und Staatsminister
- Leopold Bornitz (1806–1853), Arzt und Schriftsteller
- Eduard Grawert (1808–1864), Maler
- Bernhard Kuntze (1814–1899), Rittergutsbesitzer, in Eichwerder geboren
- Wilhelm von Ploetz (1825–1885), Generalleutnant
- Albrecht Conrad Thaer (1828–1906), Agrarwissenschaftler, in Lüdersdorf geboren
- Otto von Hoffmann (1833–1905), Verwaltungsjurist und Präsident der Reichsschuldenverwaltung
- Johannes Grasshoff (1836–1871), Fotograf und Maler
- Emil Steinweg (1836–1921), Schriftsteller
- Herman Schnetzky (1850–1916), deutschamerikanischer Architekt bedeutender Bauwerke in Wisconsin
- Carl Pietzner (1853–1927), k.u.k. Hof- und Kammerphotograph
- Karl Dammköhler (1856–1909), Forscher und Handelsreisender
- Emil Vogel (1859–1908), Musikgeschichtsforscher
- Otto Schulze (1868–1941), Wasserbauingenieur und Hochschullehrer, Rektor der Hochschule und Senator der Freien Stadt Danzig
- Fritz Müntner (1870–1934), Gewerkschafter[43]
- Otto Werner (1885–1954), Architekt
- Konrad Karl Richard Müller (1891–1978), Maler und Weltenbummler
- Robert Herlth (1893–1962), Filmarchitekt
- Martin Schmidt (1894–1964), Radsporttrainer
- Kurt Herlth (1896–1966), Szenenbildner
- Karl Francioh (1912–1945), SS-Mitglied, verurteilter und hingerichteter Kriegsverbrecher
- Willi Kimmritz (1912–1950), Krimineller, Mörder
- Horst Krockert (1924–2015), Politiker (SPD)
- Erwin Ross (1926–2010), Maler im Amüsierviertel von Hamburg-St. Pauli („Rubens von St. Pauli“)
- Erich Ahrendt (1933–2009), Speerwerfer
- Manfred Dambroth (1935–1994), Pflanzenbauwissenschaftler
- Gert Hartmann (1935–2016), evangelischer Theologe, Autor
- Dieter Noeske (1936–2020), Orgelbauer
- Erika Stürmer-Alex (* 1938), Grafikerin und Malerin
- Michael Succow (* 1941), Biologe und Agrarwissenschaftler, in Lüdersdorf geboren
- Henning von Boehmer (* 1943), Wirtschaftsjurist, ehemaliger Generalsekretär der Internationalen Handelskammer
- Cornelia Froboess (* 1943), Schauspielerin und Schlagersängerin
- Jörg-Detlef Kühne (* 1943), Rechtswissenschaftler und Hochschullehrer
- Martin Herche (* 1953), Theologe, Generalsuperintendent für den Sprengel Görlitz der Evangelischen Kirche Berlin-Brandenburg-schlesische Oberlausitz
- Carmen Winter (* 1963), Schriftstellerin und Lyrikerin
- Holger Wulschner (* 1963), Springreiter
- Kerstin Jentzsch (* 1964), Journalistin und Schriftstellerin
- Dorothé Reinoss (* 1966), Schauspielerin
- Alfrun Kliems (* 1969), Slawistin und Hochschullehrerin
- Axel Anklam (1971–2022), bildender Künstler
- Nadin Meypo (* 1975), Schlagersängerin und Moderatorin
- Sebastian Scheel (* 1975), Politiker (Die Linke)
- Kristy Augustin (* 1979), Politikerin (CDU), Abgeordnete des Landtages Brandenburg
- Franziska Peter (* 1980), Künstlerin
- Martin Sauer (* 1982), Ruderer
- Tobias Moeck (* 1984), Musiker, Hörfunknachrichtensprecher
- Norbert Müller (* 1986), Politiker (Die Linke), MdB
- Anne-Rose Lindner (* 1990), Fußballspielerin

### Mit Wriezen verbundene Persönlichkeiten

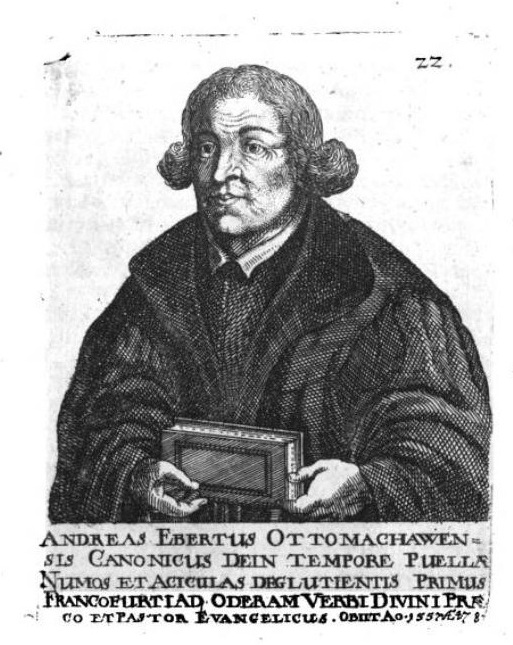
Andreas Ebertus

- Ludwig IV. (HRR) (1282/1286–1347), römisch-deutscher König und Kaiser, verlieh Wriezen 1337 die Stadtrechte
- Andreas Ebertus (1479–1557), lutherischer Theologe und Pfarrer in Wriezen
- Adam Spengler (1612–1665), Theologe und Philosoph, 1641–1651 Rektor des Berliner Gymnasiums und anschließend bis zu seinem Tod Pfarrer in Wriezen. Seine Bibliothek ging beim Stadtbrand von 1664 komplett verloren.[44]
- Johann Daniel Gohl (1674–1731), Kreisarzt in Wriezen
- Otto Balthasar von Thun (1721–1793), preußischer Generalleutnant, Domherr in Halberstadt, lebte und starb in Wriezen (Denkmal)
- Franz Körte (1782–1845), Natur- und Agrarwissenschaftler, wirkte an der Landwirtschaftlichen Akademie in Möglin, lebte und starb in Lüdersdorf
- Michael Moritz Eulenburg (1811–1887), Orthopäde, in Wriezen aufgewachsen
- Rudolf Schmidt (1875–1943), Journalist, Heimatforscher und Regionalhistoriker, Autor der Beschreibung der Stadt Wriezen
- Sibylle Klefinghaus (* 1949), Schriftstellerin, lebt in Wriezen
- Horst Engelhardt (1951–2014), Bildhauer, lebte und arbeitete in Eichwerder[45]
- Ingrid Köppe (* 1958), DDR-Bürgerrechtlerin, lebt in Wriezen
- Nadeshda Brennicke (* 1973), Schauspielerin, lebte zeitweise in Wriezen